# Nagykaján
Nagykaján (románul: Căianu Mare) falu Romániában, Erdélyben, Beszterce-Naszód megyében.

## Fekvése
Bethlentől északra, az Ilosvapataka bal partján, a Magura és Nyikló hegy alatti sík téren terül el, Déstől 26.6 kilométernyire a bethleni járásban fekvő település.

## Nevének eredete
Kádár József szerint nevét a szláv kalen, kalina szóból vette, amely sáros helyet jelent.

## Története
Nagykaján (Nagy-Kaján) kezdettől fogva a Harinnay Farkas család birtoka és Szészárma tartozéka volt.
Nevét 1456-ban említette először oklevél, amikor V. László király Nagy-Kajánt Harinnay Farkas Jánostól hűtlenség címén elkobozta  és Farkas Tamás fiainak Jánosnak és Miklósnak adományozta.
Nevének későbbi változatai: 1485-ben Naghkaion, 1577-ben Nagy-Kajon, 1750-ben Nagy Kajan, 1760–1762 között NagyKaján, 1808-ban Kajan (Nagy-) ~ Nagykalyan, Kajanu máre, 1913-ban Nagykaján
A trianoni békeszerződés előtt Szolnok-Doboka vármegye Bethleni járásához tartozott.
1910-ben 764 lakosából 10 magyarnak, 11 németnek, 737 románnak vallotta magát. Ebből 743 görögkatolikus, 21 izraelita volt.

## Kapcsolódó szócikkek

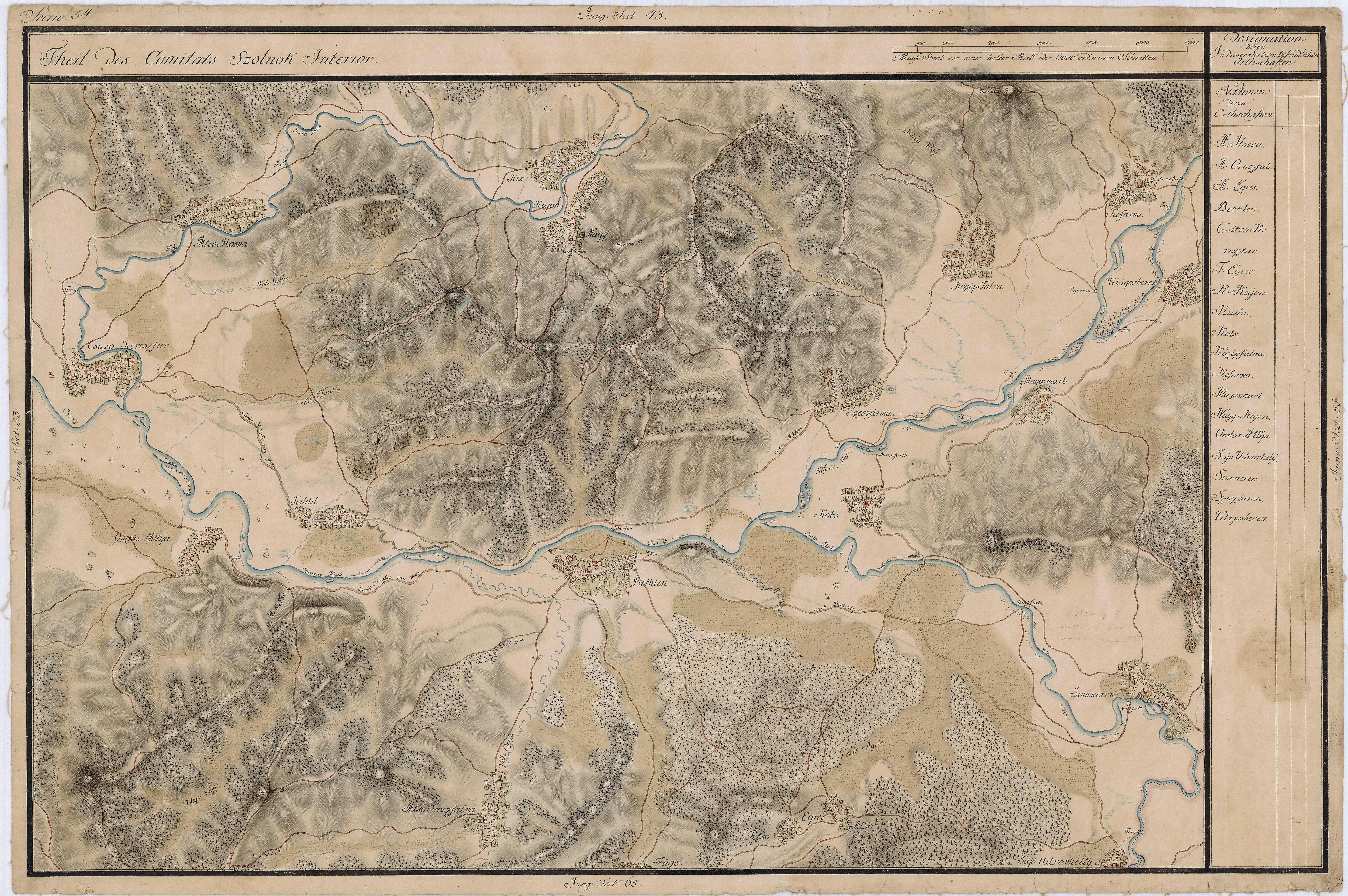
Nagykaján és környéke egy régi térképen